# Jorge Carlos Fonseca
Jorge Carlos de Almeida Fonseca (* 20. října 1950 Mindelo) je kapverdský právník a politik, mezi lety 2011 a 2021 hlava státu. Vystudoval práva na Lisabonské univerzitě, kde také v osmdesátých letech vyučoval. V letech 1991 až 1993 byl ministrem zahraničí ve vládě Carlose Veigy a podílel se na vytvoření nové demokratické kapverdské ústavy. V roce 2001 kandidoval na prezidenta jako nezávislý, získal pouze 3,8 % hlasů. V roce 2011 volby vyhrál s podporou křesťanskodemokraticky orientovaného uskupení Movimento para a Democracia, v roce 2016 mandát obhájil, když dostal již v prvním kole 73 % hlasů. Při svém působení ve funkci usiluje o liberalizaci ekonomiky a otvírání země zahraničním investorům zejména v oblasti turistického ruchu. Byl mu udělen Řád Naší milé Paní z Villa Vicosy. Jeho manželkou je Lígia Fonseca, mají tři dcery.

## Vyznamenání
- velkokříž s řetězem Řádu prince Jindřicha – Portugalsko, 11. června 2012[3]
- rytíř Nassavského domácího řádu zlatého lva – Lucembursko, 12. března 2015
- velkokříž s řetězem Řádu svobody – Portugalsko, 10. dubna 2017[3]
- velkokříž Řádu nizozemského lva – Nizozemsko, 10. prosince 2018